# Xeodrifter
『Xeodrifter』（ゼオドリフター）は、アメリカのインディーゲームスタジオRenegade Kidが開発したアクションゲーム。
宇宙の航行中に隕石に衝突し破損した宇宙船を直すため、主人公が宙域内の4つの惑星を巡り冒険する。ゲームシステムはサイドビューで表現されたエリアを探索する「メトロイドヴァニア」の形式で、ファミリーコンピュータ用ソフトのようなシンプルなドット絵とサウンドが用いられている。

## 開発
本作を開発したRenegade KidのJools Watshamは、2009年発売のFPSゲーム『Moon』のリメイク版である『Moon Chronicles』を開発していたが、その傍らで『Moon Chronicles』の2Dバージョンの試作も行っていた。その後『Moon Chronicles』は2014年1月に発売され、試作を休止したまま次の新作に取り掛かっていたところ、ある時、宇宙を舞台とした2Dゲームのアイデアが思い浮かび、それが試作と結びついて『Xeodrifter』が制作される運びとなった。なお、本作の物語は『Moon Chronicles』とは関係ない。
Jools Watshamは、メトロイドヴァニアの系譜である任天堂の『スーパーメトロイド』『メトロイド ゼロミッション』やコナミの『悪魔城ドラキュラ サークル オブ ザ ムーン』の大ファンで、それらを開発したいという願望の強まりから『Xeodrifter』が誕生したと語っている。また、本作は短時間でクリアできる小規模な内容だが、これは、
アクションゲーム『洞窟物語』で知られる開発室Pixelのソフト『いかちゃん』のような「一口サイズ」のものを目指したためとしている。
本作は様々な機種向けに配信されているが、日本のNintendo Switch版のみ日本語に対応している。

## システム
前述のように、本作は4つの惑星が冒険の舞台となる。惑星は順不同で訪れることができるが、探索中に習得する特定の能力がなければ進めない箇所が多く存在するため、能力習得ごとに惑星を行き来しながら攻略していくことになる。
主人公は、前方や上下方向に弾を発射して敵を攻撃できる。この弾は、惑星の各所に隠されているアイテム「ガンパーツ」をメニュー画面の武器設定部分にはめ込むことで、弾の威力・大きさ・軌道をカスタマイズできる。
本作のセーブポイントは、各惑星のスタート地点にのみ存在する。ライフが尽きてミスとなった場合は通常この地点から再開されるが、惑星内にあるチェックポイントを通過している場合はここからの再開となる。

## 能力
サブマリン (SUBMARINE)
潜水艦に変身し水中を移動できる。
プレーンシフト (PLANE SHIFT)
手前と奥の2層構造になっている地形で、手前または奥に移動できる。
ダッシュ (RUN)
前方に高速で走行し、通常ではダメージを受ける地形の上を無傷で通過できる。
ロケット (ROCKET)
上方に高速で飛翔する。
ソーラーフレア (SOLAR FLARE)
エネルギーをためた後に大きな光弾を発射し、一部の壁を破壊したり敵が放つ弾を跳ね返したりできる。通常の攻撃弾と切り替えて使用する。
ショートワープ (PHAZE)
数歩分先まで瞬間移動し壁をすり抜けることができる。